# Pueblito
Pueblito és una pel·lícula melodramàtica mexicana del 1962 dirigida per Emilio Fernández.

## Argument
Una mestra decidida a construir una nova escola en una zona depriment demana ajuda a un jove enginyer, cosa que provoca les ires de l'insensible cacic local. Un dia el fillol del cacic emmalalteix de febre groga, però se salva gràcies a que l'enginyer el porta en moto al metge de la ciutat, i li salva la vida. El poble coopera en la construcció malgrat l'oposició del cacic, però la cosa es complica quan l'enginyer se sent atret per l'esposa del cacic.

## Repartiment
- José Alonso Cano ... Guillermo
- Columba Domínguez... Asunción
- Fernando Soler ... Don César Pedrero
- Lilia Prado... Margarita
- María Elena Marqués... Rosalía
- Alberto Galán ... Don Sotero, sacerdot
- Gabriel del Río ... Filiberto
- Raúl González Gancy
- José Torvay ... Gregorio
- Armando Gamboa ... Inspector
- José F. Bolaños ... Indi
- Guillermo S. Cancino ... Escrivà
- Jacaranda Fernandez ... Una nena

## Nominacions i premis
Fou guardonada amb el premi Perla del Cantàbric al millor llargmetratge de parla hispana al Festival Internacional de Cinema de Sant Sebastià 1962.